# 罗致平
罗致平（1911年—2005年6月12日），男，汉族，原籍广东龙川，生于英属北婆罗洲，中国民族学家、民俗学家，曾任中国社会科学院民族研究所研究员，中国民俗学会副理事长。